# Bonellia paludicola
Bonellia paludicola är en viveväxtart som först beskrevs av Paul Carpenter Standley, och fick sitt nu gällande namn av B. Ståhl, Källersjö. Bonellia paludicola ingår i släktet Bonellia och familjen viveväxter. Inga underarter finns listade i Catalogue of Life.